# Ponta Camale Media Ilo
Der Ponta Camale Media Ilo ist ein Kap an der Grenze zwischen den osttimoresischen Sucos Vaviquinia und Maubaralissa (Gemeinde Liquiçá). 
Hier mündet der Bahonu in die Sawusee. Westlich liegt die Ortschaft Maubara.